# Jari Tolsa
Jari Juha Tolsa, född 20 april 1981 i Göteborg, är en svensk före detta professionell ishockeyspelare. 1999 blev Tolsa vald av Detroit Red Wings i NHL-draften i den fjärde rundan som 120:e spelare totalt. Tolsas moderklubb är Mölndal Hockey. Han spelade därefter juniorishockey för Frölunda HC, med vilka han vann två JSM-guld. Mellan säsongerna 2000/01 och 2005/06 spelade han för Frölundas A-lag i Elitserien. Under dessa år vann han två SM-guld och tog ett SM-silver med klubben.
2006 lämnade han Sverige för spel med Esbo Blues i Liiga. Han återvände till Sverige efter en säsong i Finland, för spel med Modo Hockey, innan han återigen anslöt till Esbo Blues. Säsongerna 2009/10 och 2010/11 tillhörde han Linköping HC, innan han återvände för ytterligare två säsonger i Frölunda. Säsongen 2013/14 inledde han med att spela en handfull matcher för Graz 99ers i den Österrikiska ishockeyligan, innan han avslutade karriären med att spela för Varberg Vipers i både Hockeytvåan och Hockeyettan.
Tolsa gjorde A-landslagsdebut i april 2001 och spelade totalt 24 A-landskamper. Som junior representerade han Sverige vid JVM i Ryssland 2001.

## Karriär

### Klubblag
Tolsa inledde sin ishockeykarriär med moderklubben Kållereds SK. Efter detta hade han en sejour i Mölndal HC innan han började spela juniorishockey för Frölunda HC. Under juniortiden i Frölunda tog han två SM-guld med klubbens J20-lag. Säsongen 1999/00 gjorde Tolsa 60 poäng på 33 matcher i J20 Superelit (13 mål, 47 assist). Samma säsong gjorde han debut i Frölunda seniorlag. Han gjorde debut i Elitserien den 3 oktober 1999 i en match mot Västerås Hockey. Under säsongen spelade han totalt tio grundseriematcher i Elitserien, där han dock gick poänglös. Säsongen 2000/01 varvade Tolsa spel i Elitserien med spel för Frölunda J20. Han blev också utlånad att spela en match för Mölndal i Hockeyallsvenskan, i vilken han stod för två assistpoäng. Den 19 oktober 2000 gjorde han sitt första Elitseriemål i en 5–4-förlust mot Brynäs IF. Totalt spelade han 42 grundseriematcher där han noterades för två mål och fem assist.
Säsongen 2001/02 ingick Tolsa i en kedja tillsammans med Magnus Kahnberg och Joel Lundqvist som fick smeknamnet dragkedjan. På 48 grundseriematcher stod han för 24 poäng, varav åtta mål. Frölunda slutade på femte plats i grundserien och slog ut Djurgårdens IF i kvartsfinal, innan man slogs ut av Modo Hockey i semifinalserien med 3–2 i matcher. Säsongen 2002/03 spelade Tolsa 43 matcher i grundserien. Han gjorde sin målmässigt bästa säsong i Elitserien. Han stod för nio mål och gjorde totalt 23 poäng. Under säsongens gång, i december 2002, förlängde han sitt avtal med Frölunda med ytterligare två säsonger. Frölunda vann grundserien och slog sedan ut både Modo Hockey och Timrå IK i SM-slutspelet, innan man i finalserien ställdes mot Färjestad BK. Frölunda vann samtliga matcher i finalserien och Tolsa tilldelades därmed sitt första SM-guld. På 16 slutspelsmatcher noterades han för fyra mål och en assist.
Tolsa noterades för sin poängmässigt bästa säsong 2003/04. På 50 grundseriematcher gjorde han 28 poäng och vann lagets interna assistliga med sina 20 assistpoäng. Efter att ha besegrat Djurgårdens IF med 4–0 i matcher i kvartsfinal, besegrades man med 4–2 i semifinalserien mot HV71 som senare kom att vinna SM-guld. Säsongen 2004/05 vann Frölunda grundserien och tog sig åter till SM-final efter att ha slagit ut Luleå HF (4–0) och Djurgårdens IF (4–1). I finalserien besegrades Färjestad BK med 4–1 i matcher och Tolsa tog därmed sitt andra SM-guld. Han gjorde också sitt poängmässigt bästa SM-slutspel med sju poäng på 14 matcher (ett mål, sex assist).
Den 19 april 2005 förlängde Tolsa sitt avtal med Frölunda med ytterligare en säsong. Den efterföljande säsongen fick Tolsa delvis spolierad på grund av en fotskada. Totalt spelade han 29 grundseriematcher där han noterades för tre mål och sex assist. Laget slutade tvåa i grundserien och slog ut Brynäs IF i SM-slutspelet med 4–0 i kvartsfinalserien. I den efterföljande semifinalserien låg laget under mot Linköping HC med 1–3 i matcher, men lyckades vinna de tre sista matcherna och på så vis ta sig till final. I finalserien föll man dock mot Färjestad BK med 4–2 i matcher och Tolsa tilldelades därför ett SM-silver.
Tolsa lämnade Frölunda HC när han den 24 april 2006 skrev ett ettårsavtal med den finska klubben Esbo Blues i Liiga. I slutspelet var Tolsa lagets bästa poänggörare då han åtta poäng på nio spelade matcher (tre mål, fem assist). Den efterföljande säsongen spelade han för Modo Hockey i Elitserien: den 2 augusti 2007 tillkännagavs det att Tolsa skrivit ett tvåårsavtal med klubben. Den 1 mars 2008 bekräftades det att avtalet mellan Tolsa och Modo brutits ett år i förtid. Han återvände sedan till Blues i Liiga och den 24 april 2008 meddelades det att han skrivit ett tvåårsavtal med klubben. I slutspelet var Tolsa lagets mest utvisade spelare då han drog på sig totalt 35 utvisningsminuter. Den 11 augusti 2009 bekräftades det att Tolsa brutit avtalet med Blues.
Den 15 september 2009 skrev Tolsa på ett ettårskontrakt med Linköping HC. Senare samma år, den 18 december, förlängde han sitt avtal ytterligare, med två år. Trots att Tolsa hade ett år kvar på sitt avtal med Linköping, meddelades det den 24 mars 2011 att han lämnat klubben. Samma dag bekräftades det att Tolsa återvänt till Frölunda HC då han skrivit ett tvåårsavtal med klubben. Den 29 augusti 2013 skrev Tolsa ett try out-avtal med den österrikiska klubben Graz 99ers. Efter två poäng på sju matcher återvände Tolsa till Sverige.
24 oktober 2013 skrev Tolsa på ett treårskontrakt med div 2-laget Varberg Vipers. Han gjorde sin första match och sitt första mål för Vipers den 27 oktober 2013 mot Kållered. Den 31 oktober 2015 meddelade Tolsa att han avslutat sin karriär som ishockeyspelare.
1 april 2019  bytte Tolsa sport och skrev på för Särö Seahawks innebandy div 2 Halland.

### Landslag
Tolsa blev uttagen till Sveriges trupp till JVM i Ryssland 2001. Laget slog ut värdnationen i kvartsfinal med 2–3, men förlorade sedan i den efterföljande semifinalen mot Tjeckien med 1–0. Sverige föll också i matchen om tredjepris mot Kanada med 2–1 efter förlängningsspel. Tillsammans med Pär Bäcker var Tolsa Sverige främsta poänggörare. På sju matcher noterades han för ett mål och tre assist.
Den 3 april 2001 gjorde han A-landslagsdebut i en träningsmatch mot Slovakien. Den 9 november 2002 gjorde han sitt första A-landslagsmål då Sverige besegrade Ryssland med 3–1 i Karjala Tournament.

## Statistik

### Klubblag
| 1999–00           | Frölunda HC       | Elitserien        | 10  | 0  | 0   | 0   | 0   | —   | —  | —  | —  | —  |
| 2000–01           | Frölunda HC       | Elitserien        | 42  | 2  | 5   | 7   | 18  | 5   | 0  | 0  | 0  | 0  |
| 2000–01           | Mölndal Hockey    | HA                | 1   | 0  | 2   | 2   | 0   | —   | —  | —  | —  | —  |
| 2001–02           | Frölunda HC       | Elitserien        | 48  | 8  | 16  | 24  | 18  | 10  | 0  | 0  | 0  | 4  |
| 2002–03           | Frölunda HC       | Elitserien        | 43  | 9  | 14  | 23  | 24  | 16  | 4  | 1  | 5  | 8  |
| 2003–04           | Frölunda HC       | Elitserien        | 50  | 8  | 20  | 28  | 36  | 10  | 2  | 4  | 6  | 4  |
| 2004–05           | Frölunda HC       | Elitserien        | 50  | 4  | 13  | 17  | 32  | 14  | 1  | 6  | 7  | 14 |
| 2005–06           | Frölunda HC       | Elitserien        | 29  | 3  | 6   | 9   | 18  | 17  | 1  | 1  | 2  | 22 |
| 2006–07           | Esbo Blues        | Liiga             | 42  | 3  | 14  | 17  | 50  | 9   | 3  | 5  | 8  | 6  |
| 2007–08           | Modo Hockey       | Elitserien        | 52  | 5  | 6   | 11  | 87  | 5   | 0  | 0  | 0  | 2  |
| 2008–09           | Esbo Blues        | Liiga             | 30  | 1  | 5   | 6   | 22  | 13  | 2  | 4  | 6  | 35 |
| 2009–10           | Linköping HC      | Elitserien        | 54  | 7  | 10  | 17  | 56  | 9   | 0  | 2  | 2  | 2  |
| 2010–11           | Linköping HC      | Elitserien        | 48  | 3  | 6   | 9   | 28  | 7   | 1  | 0  | 1  | 4  |
| 2011–12           | Frölunda HC       | Elitserien        | 42  | 8  | 12  | 20  | 45  | 6   | 1  | 1  | 2  | 4  |
| 2012–13           | Frölunda HC       | Elitserien        | 52  | 5  | 8   | 13  | 16  | 6   | 1  | 0  | 1  | 0  |
| 2013–14           | Graz 99ers        | EBEL              | 7   | 1  | 1   | 2   | 0   | —   | —  | —  | —  | —  |
| 2013–14           | Varberg Vipers    | Div. 2            | 23  | 11 | 17  | 28  | 14  | 12  | 2  | 7  | 9  | 32 |
| 2014–15           | Varberg Vipers    | Div. 1            | 34  | 7  | 17  | 24  | 18  | —   | —  | —  | —  | —  |
| 2015–16           | Varberg Vipers    | Div. 1            | 11  | 3  | 1   | 4   | 14  | —   | —  | —  | —  | —  |
| Elitserien totalt | Elitserien totalt | Elitserien totalt | 520 | 62 | 116 | 178 | 378 | 105 | 11 | 15 | 26 | 64 |
| Liiga totalt      | Liiga totalt      | Liiga totalt      | 72  | 4  | 19  | 23  | 72  | 22  | 5  | 9  | 14 | 41 |

### Internationellt
| År            | Lag           | Turnering     | Matcher | Mål | Assists | Poäng | Utv. |
| ------------- | ------------- | ------------- | ------- | --- | ------- | ----- | ---- |
| 2001          | Sverige       | JVM           | 7       | 1   | 3       | 4     | 2    |
| Junior totalt | Junior totalt | Junior totalt | 7       | 1   | 3       | 4     | 2    |